# اولنه-لتر
اولنه-لتر (به فرانسوی: Aulnay-l'Aître) یک کمون در فرانسه است که در canton of Vitry-le-François-Est واقع شده‌است. اولنه-لتر ۸٫۳۶ کیلومتر مربع مساحت دارد ۱۵۶ متر بالاتر از سطح دریا واقع شده‌است.